# Khaliapali
Khaliapali è una suddivisione dell'India, classificata come census town, di 5.257 abitanti, situata nel distretto di Bargarh, nello stato federato dell'Orissa. In base al numero di abitanti la città rientra nella classe V (da 5.000 a 9.999 persone).

## Geografia fisica
La città è situata a 21° 22' 20 N e 83° 37' 04 E.

## Società

### Evoluzione demografica
Al censimento del 2001 la popolazione di Khaliapali assommava a 5.257 persone, delle quali 2.734 maschi e 2.523 femmine. I bambini di età inferiore o uguale ai sei anni assommavano a 505, dei quali 270 maschi e 235 femmine. Infine, coloro che erano in grado di saper almeno leggere e scrivere erano 3.972, dei quali 2.267 maschi e 1.705 femmine.